# Sun Moon Lake Ropeway
Le téléphérique de Sun Moon Lake (chinois : 日月潭纜車 ; pinyin : Rìyuètán Lǎnchē) est une télécabine du canton de Yuchi, dans le comté de Nantou, à Taïwan,.
Il relie la rive du lac au Village de la Culture Aborigène de Formose, et ne compte que ces deux stations.     

## Stations
La station basse du téléphérique, Sun Moon Lake, est située au bord du lac. Elle s'étend sur 3,74 hectares. 

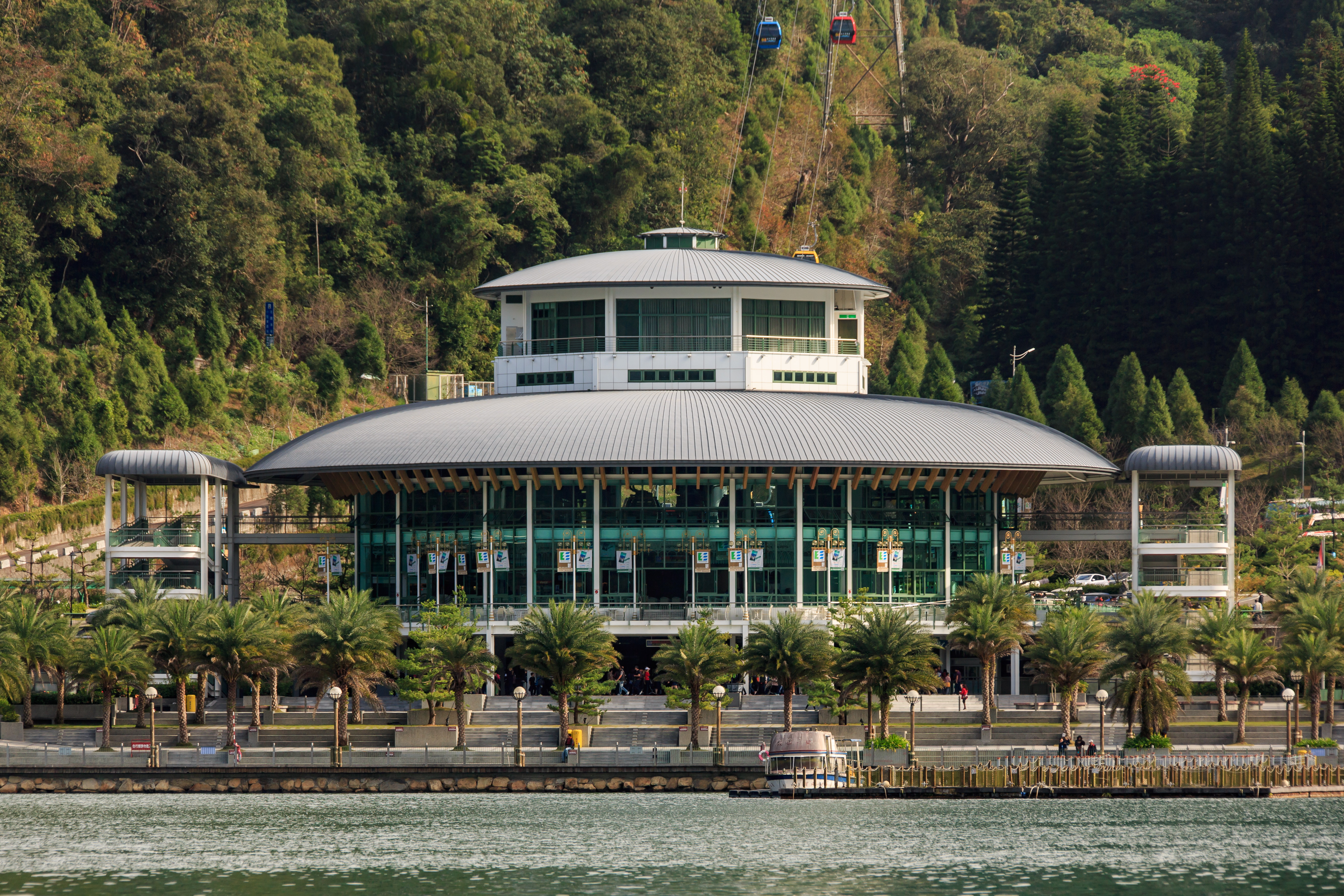
Station Sun Moon Lake.

La station haute du téléphérique se trouve à l'entrée du Village de la culture aborigène de Formose (en). 

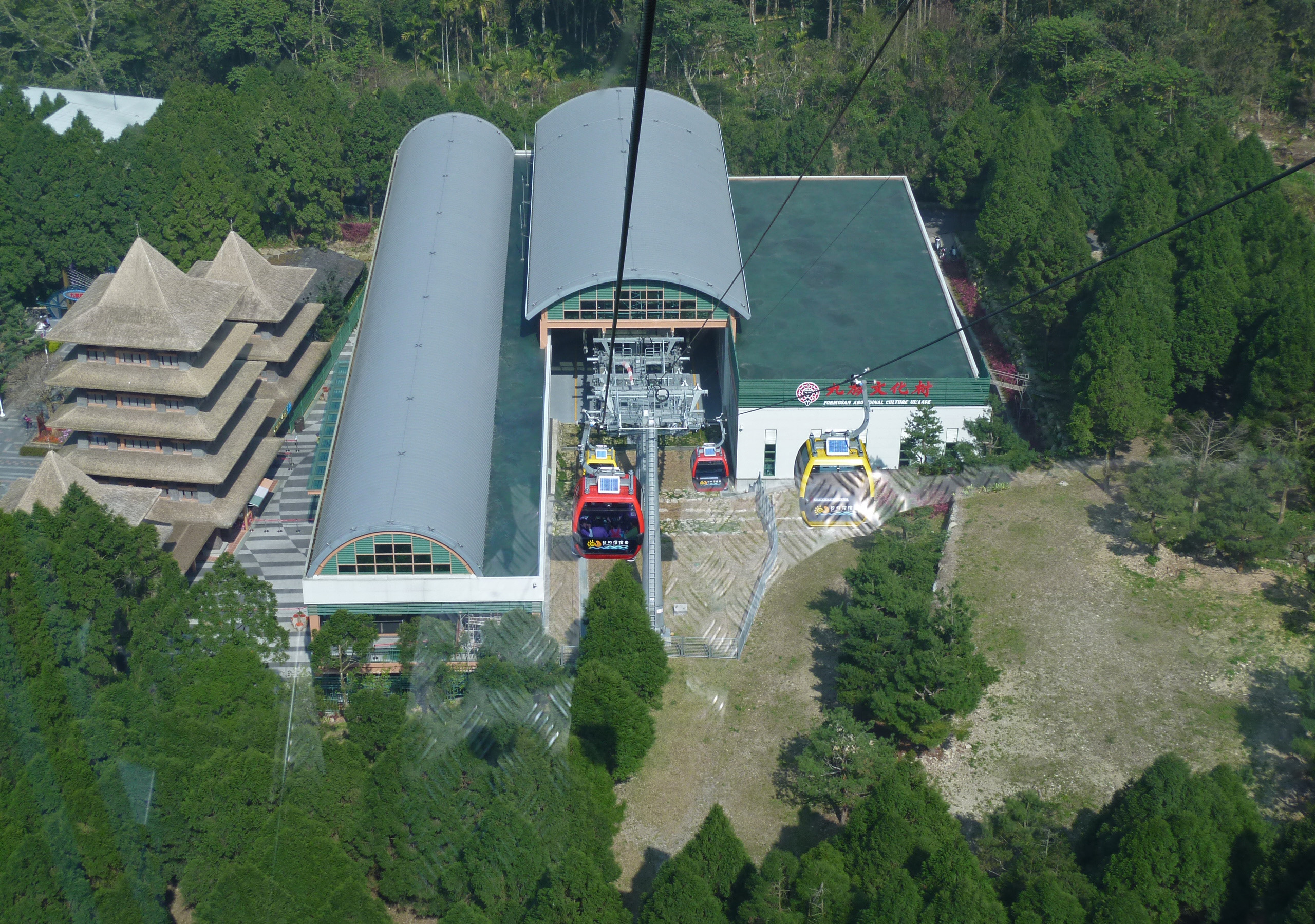
Station du Village de la Culture Aborigène de Formose.

## Spécifications techniques
Le téléphérique compte 16 pylônes de soutien. Il a une longueur totale de 1 877 mètres. Les cabines ont des couleurs rouge, jaune et bleue, qui représentent respectivement le soleil, la lune et le lac.

## Dispositifs de sécurité
Le téléphérique dispose de véhicules d'urgence autonomes en cas d'urgence. Il est aussi équipé d'un dispositif de détection d'extension pour ajuster automatiquement la tension de son câble.